# Gyrinus suffriani
Gyrinus suffriani is een keversoort uit de familie van schrijvertjes (Gyrinidae). De wetenschappelijke naam van de soort is voor het eerst geldig gepubliceerd in 1855 door Scriba.